# 豪甦
豪甦 （英語：Su "Edmond" Hao，1934年—），生於臺中州彰化郡鹿港街（今臺灣彰化縣鹿港鎮）。前中央情報局秘密情報官。

## 家庭
豪甦與他的妻子現居於華府郊外，育有一子。